# Miass (fiume)
Il Miass (in russo Миасс?) è un fiume della Siberia Occidentale, in Russia, affluente di destra del fiume Iset', facente parte del bacino dell'Ob'.

## Descrizione

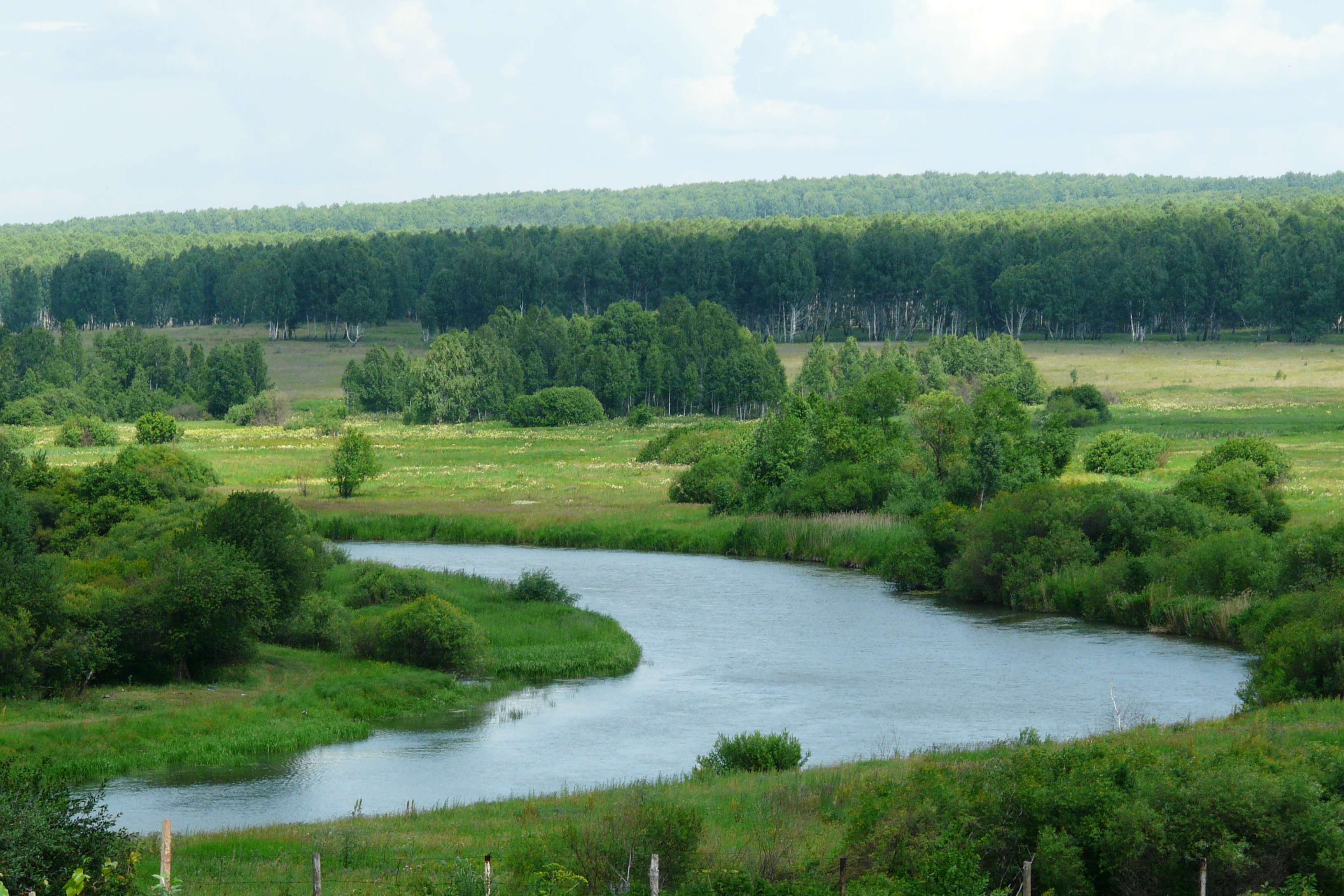
Il Miass nei pressi del villaggio di Poletaevo.

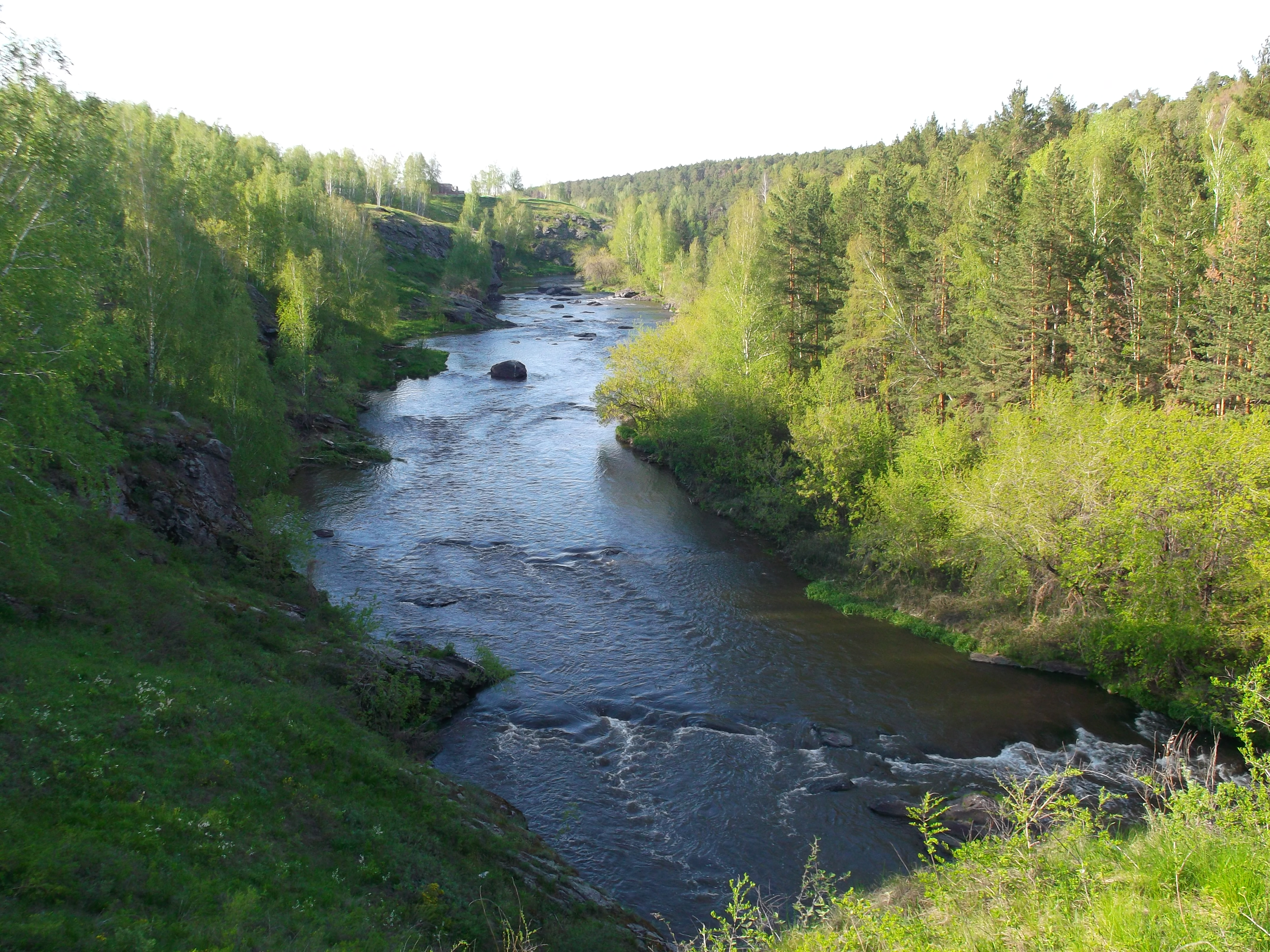
Il Miass nei pressi del villaggio di Prochorovo.

Il Miass nasce sulla dorsale Nurali dei monti Urali in Baschiria, a circa 50 km a sud-ovest della città di Miass.
Nella parte superiore del suo corso il Miass scorre attraverso diversi piccoli laghi, prima di entrare nell'oblast' di Čeljabinsk dove scorre per la maggior parte della sua lunghezza. Qui bagna la città di Miass e poi entra in una valle che separa i monti Ilmen dalla catena degli Urali vera e propria.
Pochi chilometri a est del centro minerario di Karabaš il fiume dà origine al lago artificiale di Argazi (Аргазинское водохранилище), il più grande specchio d'acqua dell'oblast' di Čeljabinsk.
In seguito, il fiume volge a sud-est e raggiunge la città di Čeljabinsk, alla cui periferia occidentale forma il lago artificiale di Šeršni (Шершневское водохранилище).
Il Miass raggiunge poi l'oblast' di Kurgan con ampie anse nella pianura siberiana e sfocia nel fiume Iset' non lontano dall'insediamento di Ust'-Miasskoe (Усть-Миасское), circa 50 km a est della città di Šadrinsk. L'Iset' a sua volta sfocia nel Tobol, questo nell'Irtyš, quindi nell'Ob', le cui acque infine finiscono nel mare di Kara, parte del Mar Glaciale Artico.
In corrispondenza della confluenza nell'Iset' il Miass è largo 20 m circa, profondo 3 m e scorre a 0,2 m/s.
Il Miass non ha grandi affluenti. I più importanti sono Kuštumga, Bol'šoj Kialim e Zjuzelga da sinistra e Biškul', Čumljak e Kamenka da destra.
Il fiume gela da fine ottobre/novembre ad aprile e non è navigabile in nessun periodo dell'anno.